# マークプライヤー
マークプライヤー (Markiplier、1989年6月28日 - ) は、アメリカ合衆国のYouTuber、俳優、コメディアン。本名マーク・エドワード・フィシュバック (Mark Edward Fischbach)。YouTuberのジャックセプティックアイと共に衣料品会社「Cloak」の共同創設者でもある。また、2021年には、フォーブスの「YouTuber年間収入世界ランキング」にて世界3位で、3800万ドルという多額の収入を得た。

## 人物
主に、FNAFシリーズを含むインディーゲームやホラーゲームのプレイスルーで知られており、スケッチコメディーやゲームの動画で、ピューディパイ、ジャックセプティックアイ、CaptainSparklezなど多くのYouTuberとコラボレーションした。

## 出演作品

### 映画
- スモッシュ・ザ・ムービー (彼自身)

### アニメーション
- アノーイング・オレンジ
- 超ゲーマー伝説 ぼくらの裏ワザ青春白書

## 受賞歴
| 年   | 受賞式                             | 賞                                                                    | 結果       |
| ---- | ---------------------------------- | --------------------------------------------------------------------- | ---------- |
| 2016 | ストリーミー賞                     | ゲーム                                                                | ノミネート |
| 2016 | Shorty Awards                      | 技術と革新: ゲーム                                                    | ノミネート |
| 2016 | メイク・ア・ウィッシュ             | セレブリティ・オブ・ザ・イヤー                                        | 受賞       |
| 2017 | ゴールデンジョイスティックアワード | 最高のストリーマー/放送局                                             | 受賞       |
| 2018 | キッズ・チョイス・アワード         | お気に入りの面白いYouTubeクリエイター                                 | ノミネート |
| 2020 | ストリーミー賞                     | 今年のショー                                                          | ノミネート |
| 2020 | ストリーミー賞                     | スクリプトシリーズ                                                    | 受賞       |
| 2020 | がん研究所                         | がん研究の進歩における卓越したサービスに対するオリバー・R・グレース賞 | 受賞       |